# De zonnetempel (film)
De zonnetempel (Franse titel: Tintin et le temple du soleil) is een Belgische animatiefilm uit 1969. Het is een verfilming van de Kuifjealbums De 7 kristallen bollen en De zonnetempel. Het is de eerste lange tekenfilm van Kuifje die voor de bioscoop gemaakt is. Belvision had tussen 1957 en 1964 wel Kuifjealbums verfilmd voor de televisie. Drie jaar later maakte Belvision zijn tweede en laatste Kuifjetekenfilm: Kuifje en het Haaienmeer.
De film is een avonturenfilm, waarin Kuifje, kapitein Haddock en Jansen en Jansens naar Peru reizen om de ontvoerde professor Zonnebloem terug te vinden. De film is in verschillende talen nagesynchroniseerd, waaronder het Nederlands. De Nederlandse versie verscheen in 1986 op VHS. De Franse en Engelse versies verschenen in 2008 op dvd. Een geremasterde Nederlandse versie werd in 2012 enkele malen uitgezonden door Ketnet.

## Plot
Nadat de Sanders-Hardmuth expeditie teruggekeerd is uit Peru en de mummie van de Inca Rascar Kapak mee naar Europa heeft genomen, vallen de leden een voor een in een lethargische slaap. Dat wordt veroorzaakt door twee Inca's die kristallen bolletjes met daarin een verdovend middel naar de expeditieleden blazen. Het enige nog niet getroffen expeditielid, professor Bergamot, verblijft op kasteel Molensloot in gezelschap van Kuifje, kapitein Haddock, professor Zonnebloem en Jansen en Jansens. Tijdens een bolblikseminslag verdwijnt de mummie van Rascar Kapak, die in kasteel Molensloot stond. Als het licht uitvalt, komen de twee Inca's het huis binnen, verdoven ze Bergamot en ontvoeren ze Zonnebloem, die een overgebleven armband van Rascar Kapak heeft omgedaan. De Inca's weten met Zonnebloem te ontkomen in een helikopter. Als de helikopter wordt gevonden nabij Saint-Nazaire, gaan Kuifje, Bobbie, Haddock en de Jansens erheen om alle vertrekkende schepen te doorzoeken. Daar ontmoeten ze een man die Zonnebloem heeft gezien in het vrachtschip de Pachacamac, die vertrokken is naar Callao in Peru.
Kuifje en Haddock komen eerder aan in Callao en schakelen de politie in. Als het schip in de haven aangekomen is, voert het echter de quarantainevlag, waardoor niemand aan boord mag komen. Kuifje besluit 's nachts toch aan boord te gaan van de Pachacamac. Op het schip vindt hij professor Zonnebloem, maar hij is net als de expeditieleden verdoofd. Als Kuifje wordt ontdekt, lukt het hem van het schip te vluchten. Op het schip heeft hij gehoord dat de Inca's naar Jauga gaan, dus nemen hij, Haddock en de Jansens de volgende dag de trein daarnaartoe. De Inca die Kuifje op het schip ontdekte, laat echter de wagon waarin Kuifje en zijn vrienden zitten, saboteren. Tijdens de reis door de Andes wordt hun wagon ontkoppeld, waardoor deze hard weer terug de berg af rijdt. De inzittenden weten echter allemaal nog op tijd de wagon te verlaten, voordat deze ontspoort en in een dal neerstort. De vrienden komen elkaar op het spoor weer tegen en met een draisine reizen ze verder naar Jauga. Daar vragen ze aan de bevolking of ze Zonnebloem gezien hebben, maar iedereen zegt: "No sé". Dan redt Kuifje een jonge sinaasappelverkoper uit de handen van twee mannen die hem pesten. De jongen heet Zorrino en weet dat Zonnebloem in de zonnetempel is. Hij wil ze erheen brengen, maar wordt 's nachts ontvoerd door een groep Inca's. Kuifje en Haddock weten de Inca's echter in te halen en Zorrino te bevrijden. De ontvoerders zelf weten weer te ontsnappen als Bobbie door een condor wordt gegrepen. Kuifje weet Bobbie uit het nest van de condor te halen en de groep gaat verder met de reis.
In de besneeuwde bergen sluiten Jansen en Jansens, die met zijn tweeën hebben gereisd, zich weer aan bij Kuifje, Haddock en Zorrino. Daarna voert de reis ze door het oerwoud, waar ze overnachten. De volgende dag moeten ze bij een waterval de rivier oversteken. Haddock spant een touw over de rivier en Zorrino en hij steken de rivier over. Als Kuifje en Bobbie aan het touw hangen, knapt het en wordt Kuifje in de waterval geslingerd. Zijn vrienden vrezen voor zijn leven, maar hij blijkt in een gang achter de waterval terechtgekomen te zijn. Terwijl de Jansens de rivier elders proberen over te steken, volgen Kuifje, Haddock en Zorrino de gang totdat ze bij een deur aankomen. Als ze die deur openduwen, komen ze terecht in de zonnetempel, waar zojuist een ritueel aan de gang is. Ze worden opgesloten en vervolgens berecht door de Grote Inca. Hij beschuldigt ze van heiligschennis en veroordeelt ze, net als Zonnebloem, tot de brandstapel. Ze mogen zelf het moment van hun dood bepalen, binnen dertig dagen. Prinses Maïta, de dochter van de Grote Inca, smeekt haar vader ze te sparen, maar deze is onverbiddelijk.
In een stukje krant, waarmee Haddock zijn pijp wil aanmaken, leest Kuifje iets wat hun redding kan zijn. Hij vertelt niet aan Haddock wat het is, maar vraagt hem zijn vertrouwen. Tegen de Inca's zegt Kuifje dat ze over twaalf dagen om elf uur 's ochtends op de brandstapel willen. Als dat moment aanbreekt en alle vrienden (inclusief de inmiddels gearresteerde Jansen en Jansens) op de brandstapel staan, begint de Grote Inca de ceremonie, waarbij met een groot vergrootglas de brandstapel wordt aangestoken. Op dat moment onderbreekt Kuifje de ceremonie en spreekt de zon aan en vraagt hem zich te verduisteren. Op dat moment vindt er een zonsverduistering plaats. De Grote Inca gelooft dat de zon naar Kuifje luistert en smeekt hem om genade. Kuifje vraagt de zon zich weer te tonen, hetgeen ook gebeurt. Hierop laat de Grote Inca ze allemaal vrij. De Grote Inca biedt Kuifje ten slotte de door de Sanders-Hardmuth expeditie gezochte Incaschatten aan. Kuifje weigert de kostbaarheden echter en vraagt om vergiffenis voor de expeditieleden. De Grote Inca laat zien dat de expeditieleden al die tijd door middel van voodoo in slaap werden gehouden. Als de poppen worden verbrand, ontwaken in Europa de zeven geleerden uit hun slaap. Ten slotte verlaten Kuifje, Haddock, Zonnebloem en de Jansens de zonnetempel. Zorrino blijft met prinses Maïta in de zonnetempel wonen.

## Rolverdeling
| Acteur          | Personage            | Nederlandse stem     |
| --------------- | -------------------- | -------------------- |
| Philippe Ogouz  | Kuifje               |                      |
| Claude Bertrand | Kapitein Haddock     | Jules Croiset        |
| Lucie Dolène    | Zorrino              | Corry van der Linden |
| Guy Piérauld    | Jansen               | Paul van Gorcum      |
| Paul Rieger     | Jansens              | Paul van Gorcum      |
| Fred Pasquali   | Professor Zonnebloem | Dick Scheffer        |
| Bernard Musson  | Nestor               | Arnold Gelderman     |
| André Valmy     | Professor Bergamot   | Frans van Dusschoten |
| Jean Michaud    | Grote Inca           | Frans van Dusschoten |

## Achtergrond
De film is geproduceerd door het Brusselse bedrijf Belvision. Belvision werd in 1956 opgericht door Raymond Leblanc, de oprichter van het weekblad Kuifje. Tussen 1958 en 1962 had Belvision al zes Kuifjeverhalen als tekenfilms voor de televisie uitgebracht: De zaak Zonnebloem, De Zwarte Rotsen, De krab met de gulden scharen, De geheimzinnige ster, Het geheim van de Eenhoorn (inclusief De schat van Scharlaken Rackham) en Raket naar de maan (inclusief Mannen op de maan). Deze tekenfilms werden in 24 afleveringen van elk vijf minuten (inclusief samenvatting van de vorige aflevering) op televisie uitgezonden. De scripts voor deze tekenfilms werden geschreven door Charles Snows, een medewerker van Hanna-Barbera, die ze erg liet afwijken van de originele verhalen van Hergé. Hergé was zelf niet enthousiast over de tekenfilms, waar slechts een laag budget voor beschikbaar was.
Na de avonturen van Kuifje bracht Belvision ook lange tekenfilms uit die bestemd waren voor de bioscoop. Hieronder waren de eerste Asterixverfilmingen Asterix de Galliër en Asterix en Cleopatra. Na deze twee films werd De zonnetempel verfilmd. Aan de productie werkten ongeveer 300 mensen mee, waaronder vaste medewerkers van Hergé, zoals Bob de Moor. Hergé, die tussen 1966 en 1973 niet aan een nieuw Kuifjealbum werkte, gebruikte hiervoor de voorbereidingen aan De zonnetempel en Kuifje en het Haaienmeer als smoes. In werkelijkheid was Hergé hier echter nauwelijks mee bezig.

## Ontvangst
Commercieel gezien was de productie een succes. De film werd in verschillende landen uitgebracht en in diverse talen nagesynchroniseerd. De productiekosten waren laag gehouden, waardoor de film winstgevend werd. Hoewel Hergé bij de productie van de film werd betrokken, had hij slechts geringe invloed op de film. Het filmscenario werd geschreven door striptekenaar Greg. Hoewel het verhaal minder afwijkt van het origineel dan de eerdere Kuifjeadaptaties van Belvision, verschilt het verhaal op een aantal punten van het originele stripverhaal. Ook over deze film was Hergé achteraf dan ook niet erg tevreden.

### Opmerkelijke verschillen tussen de strip en de film
- De inhoud van De 7 kristallen bollen wordt afgeraffeld en beslaat slechts 20 minuten van de film. Zo worden de eerste 24 pagina's van deze strip samengevat in een lezing over de Sanders-Hardmuth-expeditie.
- Meerdere archeologen verschillen van hun stripversies.
- In de film wordt Wulp, een van de archeologen, verdoofd als hij in zijn auto rijdt. In de strip zit hij in een taxi, en is hij niet het zesde maar het vijfde slachtoffer van de kristallen bollen.
- In de film bevindt professor Bergamot zich op kasteel Molensloot, terwijl in het originele verhaal Kuifje, Haddock en Zonnebloem naar de villa van Bergamot gaan.
- Bergamot krijgt in de strip bescherming van drie bewakers. In de film komen echter Jansen en Jansens opdraven. Zij faalden in de strip juist in de bescherming van professor Horn.
- De Inca's ontsnappen in een helikopter, terwijl ze in de strip in een auto ontsnappen.
- In de film zit een scène waarin Jansen en Jansens na elkaar op een hark stappen. In de strip komt deze scène niet voor, maar hij lijkt erg op een scène uit De Zwarte Rotsen waarin Kuifje en Ivan, de chauffeur van dokter Müller, na elkaar op dezelfde hark trappen.
- Jansen en Jansens hebben in Peru een prominente rol in het verhaal en vergezellen Kuifje en Haddock voor een groot deel tijdens hun avontuur. In de strip zoeken ze echter (buiten beeld) naar Zonnebloem en keren onverrichter zake terug naar Europa. Daar proberen ze verder te zoeken met een pendule.
- Maïta, de dochter van de Grote Inca, komt in het stripverhaal niet voor. Maïta smeekt haar vader om vergiffenis voor de heiligschenners. Mogelijk doet ze dit uit verliefdheid voor Zorrino, aangezien zij aan het eind van de film hand in hand staan.
- Zorrino wordt in het stripverhaal uiteindelijk niet ter dood veroordeeld. Hij draagt het amulet bij zich dat Kuifje van Huascar, de zonneopperpriester, had gekregen, omdat hij het voor Zorrino had opgenomen. Kuifje heeft dit amulet later aan Zorrino gegeven, hetgeen hem voor de dood beschermde. In de film is dit element helemaal achterwege gelaten.

Na De zonnetempel besloot Belvision nog een tekenfilm van Kuifje te maken. Dit werd Kuifje en het Haaienmeer. Dit was geen bewerking van een verhaal van Hergé, maar een volledig door Greg geschreven scenario. Deze film verscheen in 1972. De Zonnetempel werd later nog een keer als tekenfilm uitgebracht, als onderdeel van de serie De avonturen van Kuifje uit 1992. Het verhaal van De 7 kristallen bollen en De zonnetempel werd in deze serie verteld in vier afleveringen van ieder ongeveer 25 minuten. Deze serie bleef veel dichter bij het originele verhaal dan de producties van Belvision.

## Trivia
- Kuifje draagt in deze film niet zijn plusfour, maar een bruine spijkerbroek. In Kuifje en de Picaro's, het enige Kuifjealbum dat Hergé nog afrondde na deze tekenfilm, draagt Kuifje ook deze spijkerbroek.
- Jansen en Janssen heten in deze film (en het originele stripverhaal) Jansen en Jansens.
- Arnold Gelderman spreekt de Nederlandse stem in van Nestor. In de serie De avonturen van Kuifje uit 1992 sprak hij opnieuw de stem van Nestor in. Alle andere personages worden in die serie nagesynchroniseerd door Vlaamse stemacteurs. Gelderman dacht echter dat een Nederlandse butler wel moest kunnen.
- De film bevat twee liedjes, die beide gecomponeerd zijn door Jacques Brel. In de Nederlandse nasynchronisatie van 1986 zijn deze liedjes weggelaten. In de nasynchronisatie van 2012 is het tweede liedje wel opgenomen, maar het eerste niet.